# Neolophonotus minutus
Neolophonotus minutus är en tvåvingeart som beskrevs av Hull 1967. Neolophonotus minutus ingår i släktet Neolophonotus och familjen rovflugor. Inga underarter finns listade i Catalogue of Life.